# Breno
Breno là một đô thị trong tỉnh tỉnh Brescia thuộc vùng Lombardia, Ý. Đô thị này có diện tích km², dân số người. Các đơn vị dân cư trực thuộc là: Astrio, Pescarzo, Mezzarro.
Các đô thị giáp ranh gồm: Bagolino, Bienno, Braone, Ceto, Cividate Camuno, Condino, Daone, Losine, Malegno, Niardo, Prestine